# Parlamentarische Versammlung
Eine parlamentarische Versammlung (PV) ist eine Versammlung der Parlamente von Mitgliedstaaten einer Internationalen Organisation. Ihre Mitglieder werden somit nicht direkt von den Bürgern gewählt, sondern indirekt über die nationalen Volksvertretungen entsandt. Dabei ist die parlamentarische Versammlung meist selbst ein Organ der jeweiligen internationalen Organisation (so etwa die Parlamentarische Versammlung des Europarates oder die Parlamentarische Versammlung der OSZE), oder aber zumindest mit der internationalen Organisation institutionalisiert verbunden (so etwa die Parlamentarische Versammlung der NATO).
Sie dienen der interparlamentarischen (legislativen) Koordination, der internationalen Zusammenarbeit, dem Kulturaustausch und der verbesserten parlamentarischen Kontrolle.

## Bezeichnungen
Eine parlamentarische Versammlung kann auch andere Bezeichnungen haben. So wurde die PV des Europarates früher als Beratende Versammlung des Europarates bezeichnet. Die frühere Parlamentarische Versammlung der Europäischen Gemeinschaften benannte sich 1962 in Europäisches Parlament um, obwohl es sich weiterhin um eine PV handelte. Erst mit der Einführung direkter Europawahlen ab 1979 gewann es tatsächlich den Charakter eines supranationalen Parlaments.

## Beispiele

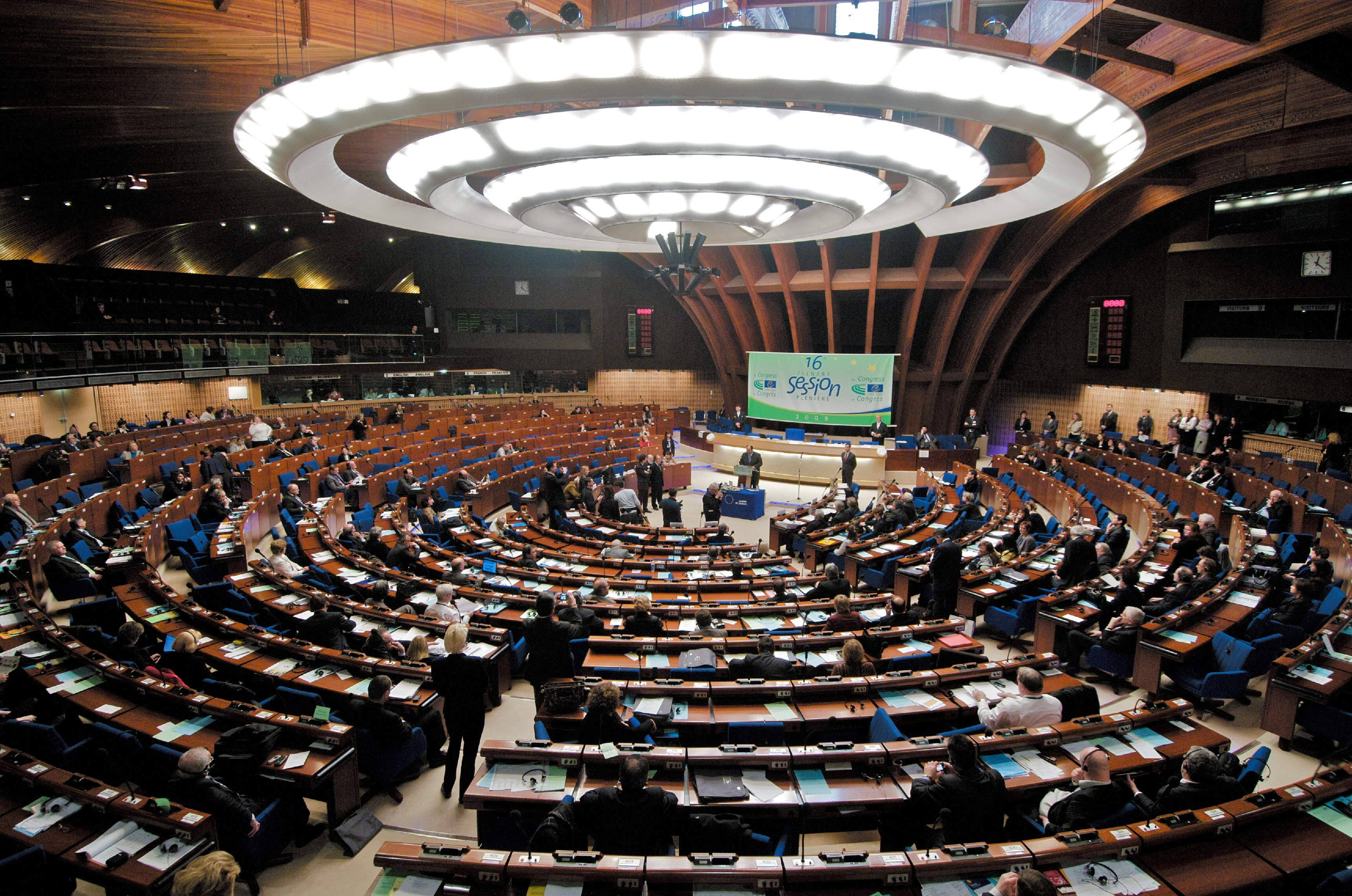
Sitzung der PACE in Straßburg

Logo der UNPA

- Parlamentarische Versammlung bei den Vereinten Nationen (UNPA)
- Deutsch-Französische Parlamentarische Versammlung (DFPV, zwar nicht Teil einer internationalen Organisation, soll aber – unter anderem – die Zusammenarbeit in der Europäischen Union koordinieren)
- Parlamentarische Versammlung des Europarates (PACE)
- Parlamentarische Versammlung der NATO (NATO-PV)
- Parlamentarische Versammlung der OSZE
- Parlamentarische Versammlung EURO-NEST (PV EURO-NEST)
- Parlamentarische Versammlung der Union für den Mittelmeerraum (PV-UfM)
- Parlamentarische Versammlung der Organisation des Vertrags über kollektive Sicherheit (PA OVKS)
- ASEAN Inter-Parlamentarische Versammlung (AIPA)
- Parlamentarische Versammlung Europa-Lateinamerika (EUROLAT)
- Paritätische Parlamentarische Versammlung von EU und den Staaten Afrikas, der Karibik und des Pazifiks (AKP)[1]

Historische, verfassungsgebende PVs:
- Parlamentarischer Rat (Deutschland)
- Nationalkonvent (Frankreich)